# منتخب أوكرانيا لكرة السلة للسيدات
منتخب أوكرانيا الوطني لكرة السلة للسيدات (بالأوكرانية: Жіноча збірна України з баскетболу) هو ممثل أوكرانيا الرسمي في المنافسات الدولية في كرة السلة .